# Ligue africaine féminine de basket-ball
La Ligue africaine féminine de basket-ball ou FIBA Africa Women Basketball League (Coupe d’Afrique des clubs champions féminins de basket-ball jusqu'en 2022) est une compétition sportive organisée par la FIBA Afrique et réunissant tous les ans les équipes africaines de basket-ball féminines ayant remporté leur championnat national.

## Palmarès
| Année | Lieu       | Vainqueur                  | Finaliste                  |
| ----- | ---------- | -------------------------- | -------------------------- |
| 1985  | Dakar      | AS Bopp Basket Club        | Stade d'Abidjan            |
| 1987  | Abidjan    | BC Tourbillon              | ONCPB                      |
| 1989  | Kinshasa   | BC Tourbillon              | Dakar UC                   |
| 1991  | Maputo     | Maxaquene                  | BC Tourbillon              |
| 1993  | Dakar      | Dakar UC                   | Maxaquene                  |
| 1995  | Tunis      | Stade Tunisien             | AS Bopp Basket Club        |
| 1997  | Dakar      | Dakar UC                   | Djoliba AC                 |
| 1999  | Dakar      | Dakar UC                   | Djoliba AC                 |
| 2001  | Abidjan    | Académica de Maputo        | Primeiro de Agosto         |
| 2003  | Maputo     | First Bank BC              | Primeiro de Agosto         |
| 2005  | Bamako     | Djoliba AC                 | Primeiro de Agosto         |
| 2006  | Libreville | Primeiro de Agosto         | Ferroviário                |
| 2007  | Maputo     | Desportivo de Maputo       | Primeiro de Agosto         |
| 2008  | Nairobi    | Desportivo de Maputo       | Primeiro de Agosto         |
| 2009  | Cotonou    | First Bank BC              | Abidjan Basket Club        |
| 2010  | Bizerte    | Interclube                 | Desportivo de Maputo       |
| 2011  | Lagos      | Interclube                 | First Bank BC              |
| 2012  | Abidjan    | Liga Muçulmana de Maputo   | Interclube                 |
| 2013  | Meknès     | Interclube                 | Primeiro de Agosto         |
| 2014  | Sfax       | Interclube                 | Primeiro de Agosto         |
| 2015  | Luanda     | Primeiro de Agosto         | Interclube                 |
| 2016  | Maputo     | Interclube                 | Ferroviário                |
| 2017  | Luanda     | Primeiro de Agosto         | Ferroviário                |
| 2018  | Maputo     | Ferroviário                | Interclube                 |
| 2019  | Le Caire   | Ferroviário                | Interclube                 |
| 2022  | Maputo     | Sporting Club d'Alexandrie | CD Costa do Sol            |
| 2023  | Alexandrie | Sporting Club d'Alexandrie | Kenya Ports Authority (en) |
| 2024  | Dakar      | Ferroviário                | Al Ahly                    |

## Bilan

### Par pays
| Pays                             | Victoires | Clubs |
| -------------------------------- | --------- | --- |
| Angola                           | 8         | Interclube (5), Primeiro de Agosto (3)                                                                          |
| Mozambique                       | 8         | Desportivo de Maputo (2), Ferroviário (3), Maxaquene (1), Académica de Maputo (1), Liga Muçulmana de Maputo (1) |
| Sénégal                          | 4         | Dakar UC (3), AS Bopp (1)                                                                                       |
| Égypte                           | 2         | Sporting Club d'Alexandrie (2)                                                                                  |
| Nigeria                          | 2         | First Bank (2)                                                                                                  |
| République démocratique du Congo | 2         | BC Tourbillon (2)                                                                                               |
| Mali                             | 1         | Djoliba AC (1)                                                                                                  |
| Tunisie                          | 1         | Stade Tunisien (1)                                                                                              |

### Par clubs
| Rank | Club                       | Victoires | Finales perdues | Total finales | Victoires                    |
| ---- | -------------------------- | --------- | --------------- | ------------- | ---------------------------- |
| 1    | Interclube                 | 5         | 3               | 7             | 2010, 2011, 2013, 2014, 2016 |
| 2    | Primeiro de Agosto         | 3         | 7               | 10            | 2006, 2015, 2017             |
| 3    | Dakar UC                   | 3         | 1               | 4             | 1993, 1997, 1999             |
| 4    | Ferroviário                | 3         | 3               | 4             | 2018, 2019, 2024             |
| 5    | First Bank                 | 2         | 1               | 3             | 2003, 2009                   |
| 5    | Desportivo de Maputo       | 2         | 1               | 3             | 2007, 2008                   |
| 7    | Tourbillon                 | 2         | 1               | 2             | 1987, 1989                   |
| 8    | Sporting Club d'Alexandrie | 2         | 0               | 2             | 2022, 2023                   |
| 9    | Djoliba AC                 | 1         | 2               | 3             | 2005                         |
| 10   | Maxaquene                  | 1         | 1               | 2             | 1991                         |
| 11   | AS Bopp                    | 1         | 1               | 2             | 1985                         |
| 12   | Liga Muçulmana             | 1         | 0               | 1             | 2012                         |
| 12   | Académica de Maputo        | 1         | 0               | 1             | 2001                         |
| 12   | Stade Tunisien             | 1         | 0               | 1             | 1995                         |